# Praealtus
Praealtus is een geslacht van inktvissen uit de familie van Megaleledonidae.

## Soorten
- Praealtus paralbida Allcock, Collins, Piatkowski & Vecchione, 2004